# 1958.
◄ | 19. stoljeće | 20. stoljeće | 21. stoljeće | ►
◄ | 1920-ih | 1930-ih | 1940-ih | 1950-ih | 1960-ih | 1970-ih | 1980-ih | ►
◄◄ | ◄ | 1955. | 1956. | 1957. | 1958. | 1959. | 1960. | 1961. | ► | ►►
Arhitektura • Astronautika • Astronomija • Biologija • Film • Fotografija • Glazba • Kazalište • Kemija • Kiparstvo • Knjige • Književnost • Kršćanstvo • Meteorologija • Medicina • Planinarstvo • Politika • Pravo • Promet • Slikarstvo • Strip • Šport • Televizija • Znanost • Zrakoplovstvo • Željeznički promet
1958. (rim. MCMLVIII) bila je 57. godina 20. stoljeća.

## Događaji
- 1. siječnja – Osnovana Europska ekonomska zajednica
- 31. siječnja – Expolorer 1,prvi uspješni američki satelit,lansiran u orbitu
- 21. veljače – Gamal Abdel Naser je izabran za prvog predsjednika Ujedinjene ArapskeRepublike,federacijeEgipta i Sirije
- 25. veljače – Bertrand Russell pokreće kampanju za nuklearno razoružanje.
- 1. – 2. ožujka – I. Svjetsko prvenstvo u biatlonu
- 27. ožujka – Nikita Hruščov postaje premijer Sovjetskog Saveza .
- 6. rujna – Tunis i Maroko pristupili su Arapskoj ligi.
- 4. listopada – Finski premijer Karl-August Fegerhorn dao je ostavku zbog privredne krize u zemlji.
- 9. listopada – Umro papa Pio XII.
- 21. prosinca – Prvo emitiranje danas najgledanije HRT-ove emisije Plodova zemlje.

## Rođenja
- Peter Møller Jørgensen, danski botaničar

### Siječanj – ožujak
- 15. siječnja – Božidar Kalmeta, hrvatski političar
- 15. siječnja – Boris Tadić, srbijanski političar i predsjednik
- 27. siječnja – Krešimir Blažević, hrvatski pjevač († 2007.)
- 16. veljače – Ice-T, američki reper, rock glazbenik, pisac i glumac
- 21. veljače – Siniša Popović, hrvatski glumac
- 24. veljače – Mark Moses, američki glumac
- 26. veljače – Greg Germann, američki glumac
- 7. ožujka – Rik Mayall, britanski glumac († 2014.)
- 9. ožujka – Branko Vukelić, hrvatski političar († 2013.)
- 10. ožujka – Sharon Stone, američka glumica
- 18. ožujka – Damir Šaban, hrvatski glumac
- 20. ožujka – Holly Hunter, američka glumica
- 21. ožujka – Gary Oldman, britanski glumac
- 29. ožujka – Matko Jelavić, hrvatski pjevač
- 30. ožujka – Bjarte Flem, norveški nogometni vratar

### Travanj – lipanj
- 21. travnja – Andie MacDowell, američka glumica
- 21. travnja – Gordan Lederer, hrvatski fotograf i snimatelj († 1991.)
- 25. travnja – Darko Milinović, hrvatski političar i ministar
- 29. travnja – Michelle Pfeiffer, američka glumica
- 10. svibnja – Ruža Tomašić, hrvatska političarka
- 15. svibnja – Ante Ćorušić, hrvatski liječnik († 2024.)
- 29. svibnja – Annette Bening, američka glumica
- 29. svibnja – Marina Perazić, hrvatska pjevačica i bivša članica grupe Denis & Denis
- 30. svibnja – Ted McGinley, američki glumac
- 6. lipnja – Gordan Grlić Radman, hrvatski diplomat
- 7. lipnja – Prince, američki glazbenik i kantautor († 2016.)
- 22. lipnja – Bruce Campbell, američki glumac, producent, redatelj

### Srpanj – rujan
- 8. srpnja – Kevin Bacon, američki filmski glumac
- 11. srpnja – Hugo Sánchez, meksički nogometaš i trener
- 7. kolovoza – Bruce Dickinson, britanski rock glazbenik
- 9. kolovoza – Amanda Bearse, američka glumica
- 16. kolovoza – Madonna, američka pjevačica i plesačica
- 22. kolovoza – Anto Đapić, hrvatski političar
- 26. kolovoza – Zlatko i Zoran Vujović, hrvatski nogometaši
- 29. kolovoza – Michael Jackson, američki glazbenik i plesač († 2009.)
- 3. rujna – Steve Schirripa, američki glumac
- 16. rujna – Michael Flatley, irsko – američki plesač
- 20. rujna – Drago Ćosić, hrvatski sportski komentator
- 25. rujna – Michael Madsen, američki glumac i pjesnik († 2025.)
- 29. rujna – Ferenc Fazekas, subotički biskup

### Listopad – prosinac
- 5. listopada – Neil deGrasse Tyson, američki astrofizičar, pisac i popularizator znanosti
- 8. listopada – Enes Ćatović, hrvatski znanstvenik, liječnik i pjesnik
- 16. listopada – Tim Robbins, američki glumac
- 20. listopada – Ivo Pogorelić, hrvatski pijanist
- 20. listopada – Viggo Mortensen, dansko-američki glumac
- 29. listopada – Velimir Čokljat, hrvatski glumac
- 22. studenog – Jamie Lee Curtis, američka glumica
- 3. prosinca – Filip Radoš, hrvatski glumac
- 5. prosinca – Dean Erickson, američki glumac

### Nepoznat datum rođenja
- Aleksandar Cvjetković, hrvatski glumac

## Smrti

### Siječanj – ožujak
- 13. veljače – Georges Rouault, francuski slikar i grafičar (* 1871.)

### Travanj – lipanj
- 16. lipnja – Imre Nagy, mađarski političar (* 1896.)
- 26. lipnja – Andrija Štampar, hrvatski liječnik, specijalist higijene i socijalne medicine (* 1888.)

### Srpanj - rujan
- 1. srpnja – Rudolf von Laban, austrougarski plesač (* 1879.)
- 26. prosinca – Tarsilla Ana Osti, hrvatska redovnica i mističarka (* 1905.)

## Nobelove nagrade
- Fizika: Pavel Aleksejevič Čerenkov, Ilja Mihajlovič Frank i Igor Jevgenjevič Tamm
- Kemija: Frederick Sanger
- Fiziologija i medicina: George Wells Beadle, Edward Lawrie Tatum i Joshua Lederberg
- Književnost: Boris Pasternak
- Mir: Georges Pire

## Vanjske poveznice
|  | Zajednički poslužitelj ima još gradiva o temi 1958. |